# Platypalpus crassipes
Platypalpus crassipes är en tvåvingeart som beskrevs av Chvala 1975. Platypalpus crassipes ingår i släktet Platypalpus och familjen puckeldansflugor. Inga underarter finns listade i Catalogue of Life.